# Министерство труда и социальной интеграции Норвегии
Министерство труда и инклюзивности Норвегии (норв. Arbeids- og inkluderingsdepartementet) отвечает за политику, связанную с рынком труда, условиями труда, инклюзию, пенсии и социальное обеспечение. С 14 октября 2021 года по 4 марта 2022 года министерство возглавляла Хадия Тайик (Рабочая партия). С октября 2023 Министерство труда и инклюзивности возглавляет Тонье Бренна (Рабочая партия).

## История
- 1885—1946: Министерство труда
- 1948—1989: Министерство по делам местного самоуправления и труда
- 1998—2004: Министерство труда и государственного управления
- 2006—2009: Министерство труда и социальной интеграции
- 2010—2013: Министерство труда
- 2014—2021: Министерство труда и социальных дел
- с 2022 года: Министерство труда и инклюзивности

## Агентства
- Международный центр оленеводства
- Суд по трудовым вопросам Норвегии
- Управление по вопросам интеграции и мультикультурализма
- Национальный центр документации по проблемам инвалидности
- Национальный институт гигиены труда
- Норвежский директорат по здравоохранению и социальным вопросам
- Центр компетенции по управлению здравоохранения и социальными делами.
- Директорат по делам иностранцев
- Норвежское управление труда и социального обеспечения
- Апелляционный совет Управления по делам иностранцев.
- Норвежская служба труда и социального обеспечения
- Норвежская инспекция труда
- Норвежский пенсионное страхование для моряков
- Нефтяная администрация безопасности
- Ресурсный центр по правам коренных народов
- Ресурсный центр по вопросам природы и оленеводства